# Irredentismo italiano en Saboya

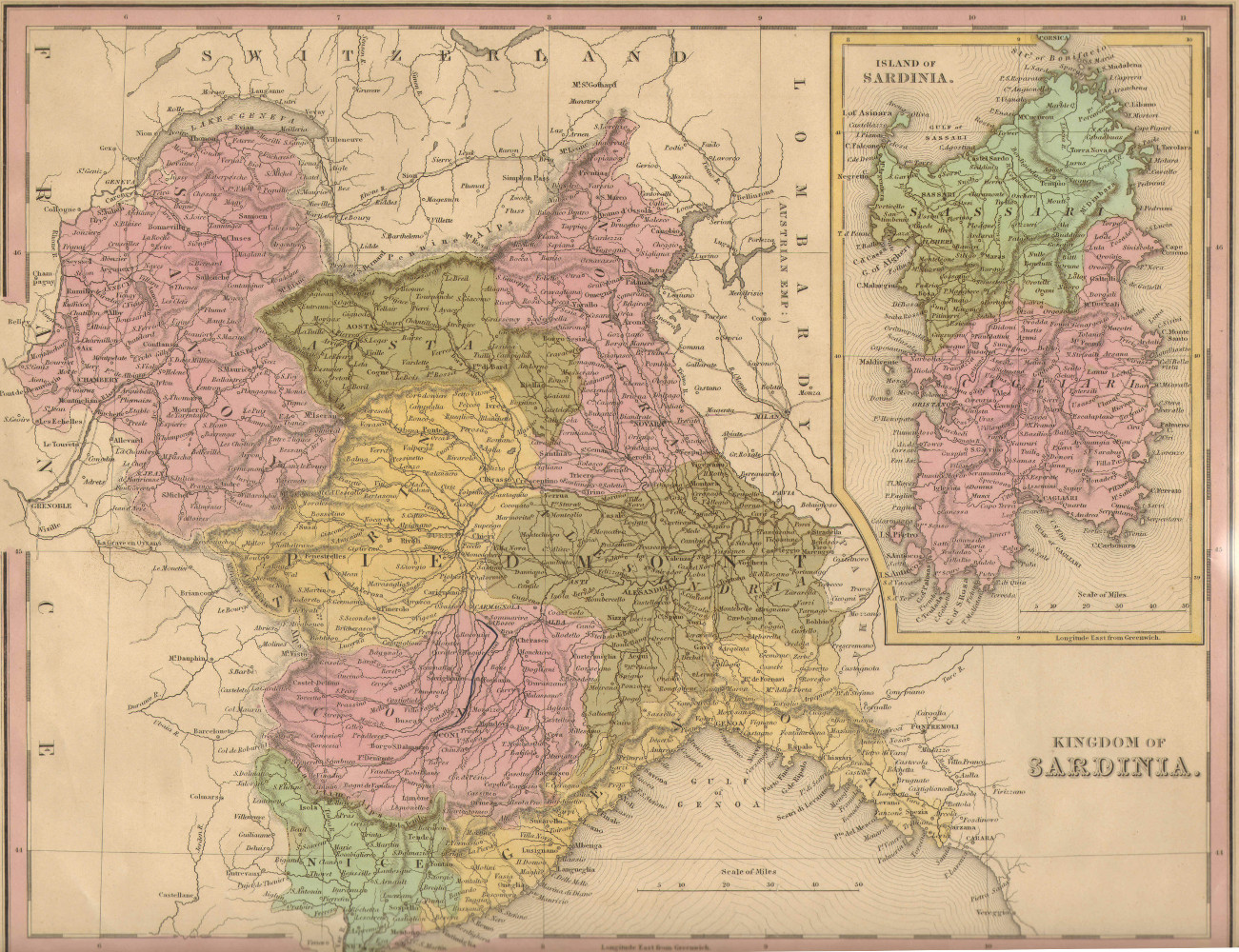
Saboya era parte del Reino de Cerdeña (mapa de 1839, con Saboya arriba a la izquierda en rosa)

El irredentismo Italiano en Saboya era el movimiento político entre los italianos que promovía la anexión de Saboya al Reino de Italia. Estuvo activo desde 1860 hasta la Segunda Guerra Mundial.

## Historia
Los italianos irredentistas eran ciudadanos de Saboya quienes consideraron tener lazos con la dinastía de la Casa de Saboya. Saboya era el territorio original del Duque de Saboya que más tarde se convertiría en Rey de Italia. Desde el Renacimiento el área había gobernado sobre Piamonte y tenido la capital regional en la ciudad de Chambéry. La lengua oficial de Saboya era el francés desde el siglo XV, y estuvo dividido administrativamente en Savoie Propre (Chambéry), Chablais (Thonon), Faucigny (Bonneville), Genevois (Annecy), Maurienne (Santo Jean de Maurienne) y Tarentaise (Moûtiers). Vaugelas, un nativo del ducado fue uno de los lingüistas franceses más renombrados.
Como parte de la campaña para la unificación de Italia Víctor Emmanuel rey de Cerdeña llegó a un acuerdo con en emperador francés Napoleon III para ceder las regiones de Saboya y Niza.  En la primavera de 1860 el área fue anexionada a Francia después de un referéndum y las fronteras administrativas cambiaron, pero un segmento de la población saboyarda se manifestó en contra la anexión. De hecho, en la cuenta de votos final en el referéndum anunciada por el Tribunal de Apelaciones los resultados fueron de  130,839 a favor de la anexión a Francia, 235 opuestos y 71 en blanco, mostrando un cuestionable apoyo absoluto para el nacionalismo francés (aquello motivó las críticas sobre un posible amaño de  resultados).
A principios de 1860, más de 3000 personas se manifestaron en Chambéry contra los rumores de la anexión a Francia. El 16 de marzo de 1860, las provincias del norte de Saboya (Chablais, Faucigny y Genevois) enviaron a Victor Emmanuel II, a Napoleón III, y al Consejo Federal suizo una declaración - enviado bajo la presentación de un manifesto junto con peticiones - donde  decían que no querían convertirse en franceses y mostrando su preferencia para permanecer en el Reino de Cerdeña (o ser anexionados a Suiza en el caso una separación con Cerdeña fuera inevitable).

El proceso de unificación italiano fue completado con la pérdida en 1860 de la provincia de Saboya del Reino de Cerdeña. Saboya está localizada al noroeste en el mapa, en la esquina superior izquierda.

Giuseppe Garibaldi renegó sobre el referéndum que dejó a Francia anexionarse Saboya y Niza, y un grupo de sus seguidores se refugió en Italia en los años siguientes. Con un 99.8% del voto a favor de unir Francia, hubo alegaciones de fraude electoral.
En 1871 un fuerte movimiento rupturista apareció en las zonas norte y central  de Saboya en contra la anexión. El Comité Republicano de la ciudad de Bonneville consideró que "la votación de 1860, era el resultado de presión francesa, y no la manifestación libre del deseo de nuestro país" y pidió un Referéndum nuevo: Francia envió 10.000 tropas a Saboya para restablecer el orden. También algo de oposición al dominio francés fue manifestada cuándo, en 1919, Francia oficialmente (pero contrariamente al tratado de anexión) acabó la neutralidad militar de las partes de Saboya que originalmente había sido acordada en el Congreso de Viena, y también eliminó la zona de comercio libre aunque ambos artículos de tratado habían sido rotos de forma no oficial en Primera Guerra Mundial. Francia estuvo condenada en 1932 por el tribunal internacional por incumplir con las medidas del tratado de Turin, con respecto a las regiones de Saboya y Niza.  
En 1861, el Associazione Oriundi Savoiardi e Nizzardi Italiani estuvo fundado en Italia, una asociación del italianos saboyardos que duró un siglo hasta el 1966.
Durante el periodo fascista a principios de los 1940, se crearon organizaciones para promover la unificación de Saboya al Reino de Italia. Los miembros fascistas eran casi cien en 1942, concentrados principalmente en Grenoble y Chambéry.
Cuándo Italia ocupó Saboya en noviembre de 1942 estos grupos fascistas alegaron que casi 10,000 savoyardos habían pedido la unificación a Italia, pero nada estuvo hecho principalmente porque el Rey de Italia se mostró opuesto.
Después de la Segunda Guerra Mundial todas las organizaciones de irredentistas savoyardos fueron ilegalizadas  por las autoridades francesas de Charles de Gaulle.
La mayoría del restante de irredentistas apoyaron en los 1950 y 1960 la creación de organizaciones políticas autonomistas de Savoy, como el Mouvement Région Savoie (Movimiento Reegional Saboya).

### Saboya bajo ocupación italiana

Ocupación francesa a partir de 1940, en verde la parte correspondiente a Italia.

Sólo en 1940 los italianos saboyardos lograron su irredentismo, y algunas de las áreas pequeñas limítrofes en los Alpes fueron anexionados por Italia. La zona inicial era 832 km ² y contuvo 28,500 habitantes.
En noviembre de 1942, conjuntamente con la "Operación Anton", la ocupación alemana de la mayoría de la Francia de Vichy, el Ejército Real italiano (Regio Esercito) expandió su zona de ocupación.  Las fuerzas italianas tomaron el control de Grenoble, Niza, el delta del Río Ródano, y casi toda Saboya.
Un proceso de Italianización de las escuelas en Saboya fue empezado, pero nunca fue plenamente implementado. Sólo unos cuantos italianos savoyardos se alistaron voluntariamente en el Ejército italiano a través de organizaciones fascistas como el Camicie Nere, la mayoría de ellos se unieron a la resistencia y lucharon contra los invasores.
La mayoría de los irredentistas activamente ayudaron a los judíos en la zona ocupada en Saboya, una región que actuó como zona de refugiados para los judíos que huyeron de la persecución en la Francia de Vichy durante la Segunda Guerra Mundial.
Los proyectos para incorporar Saboya al Reino de Italia se mantuvieron con los fascistas saboyardos de Grenoble, pero nada estuvo hecho incluso porque en septiembre de 1943 la Alemania nazi sustituyó a Italia en la ocupación de Saboya.